# Anemone edwardsiana
Anemone edwardsiana är en ranunkelväxtart som beskrevs av Benjamin Carroll Tharp. Anemone edwardsiana ingår i släktet sippor, och familjen ranunkelväxter. Utöver nominatformen finns också underarten A. e. petraea.